# Carnaval de Riosucio

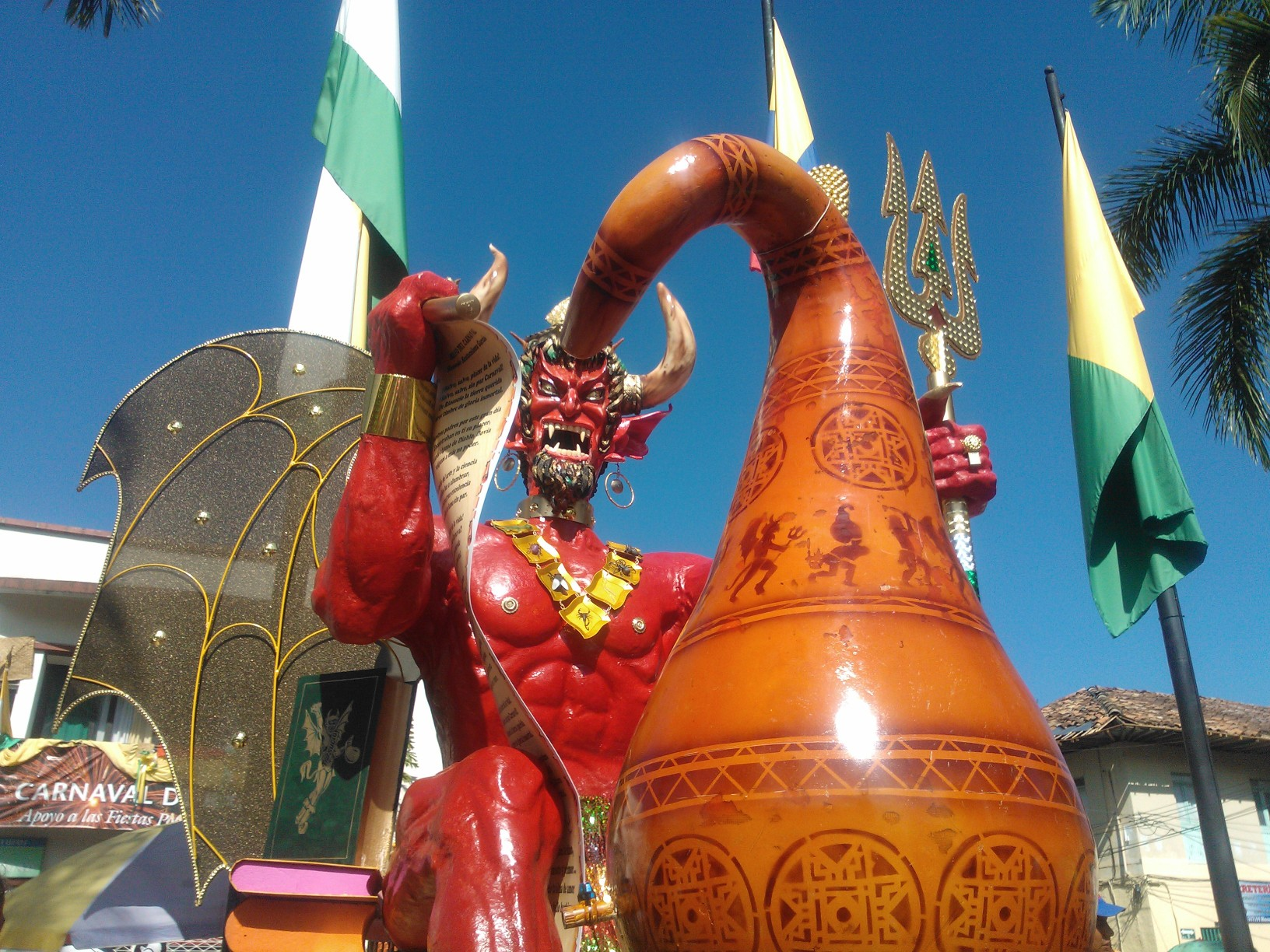
Le carnaval de Riosucio en 2013

Le carnaval de Riosucio, également appelé carnaval du Diable, est un carnaval qui se déroule tous les deux ans, lors des années impaires, à Riosucio en Colombie, au mois de janvier durant cinq jours.
Le Carnaval de Riosucio débute, une année sur deux, le premier vendredi de janvier et se termine cinq jours plus tard. Le protagoniste en est le diable qui est garant de la paix entre deux peuples de Riosucio (Real de Minas de Quiebralomo et Notre-Dame de La Montaña) qui du temps de la Colonie étaient rivaux, mais qui mirent un terme à leurs querelles en 1819 quand deux prêtres catholiques menacèrent leurs habitants de l’enfer si les hostilités perduraient.
Grâce à la résolution no 11 du 5 janvier 2006, il est intégré au patrimoine immatériel de la Colombie.

## Origines
Il y a bien longtemps,à Riosucio Caldas était séparée en deux. D’un côté les indigènes de l’autre les européens. Les indigènes adoraient faire peur aux européens, pour cela ils se déguisaient en diable et en démon et voilà.